# 日本書鏡院
日本書鏡院は、1933年（昭和8年）に、長谷川耕南によって創設された書道団体。道の芸術性と実用性の両面を通じて、理想的人間関係並びに人間形成に努め、年令層を問わず創造性と個性に富む書道教育を目的としている。本部は、東京都品川区。2代目会長は、長谷川耕生。現会長は、3代目の長谷川耕史である。

## 概要
東京都品川区に本部を置く、日本の書道団体。関東を中心に、日本書鏡院より教授資格を授与された書道教室（支部）がある。
古典に基づいた長谷川耕南の手本掲載の月刊誌、書鏡を発行し、支部で手本として利用されている。

### 本部所在地
東京都品川区南品川1丁目2番12号

### 歴代会長
- 初代会長 ： 長谷川耕南 （1933-1977）
- 二代目会長： 長谷川耕生 （1977-2017）
- 三代目会長：長谷川耕史（2017年6月-現在）

## 沿革・歴史
- 1933年（昭和 8年）長谷川耕南が、墨林会を創設
- 1961年（昭和36年）より東京都美術館に於いて全国墨林展（現：日本書鏡院展）を開催。
- 1967年（昭和42年）に、日本書鏡院へ改称。
- 1970年（昭和45年）より御岳山（東京）に於いて書道の講習会をはじめる。
- 1977年（昭和52年）長谷川耕生が、日本書鏡院を継承。
- 1984年（昭和59年）より、銀座鳩居堂に於いて日本書鏡院選抜展を毎年ゴールデンウイークの時期に開催。
- 1987年（昭和62年）一般向けに、漢字・かな特別講座を始める。第５０回記念日本書鏡院展を開催。
- 2017年（平成29年）長谷川耕史（現会長）が、日本書鏡院を継承。

## 主な書展
- 日本書鏡院展 場所：東京都美術館
- 日本書鏡院選抜展　場所：銀座鳩居堂